# Myonggan
Myonggan (Hán Việt: Minh Giản) là một huyện của tỉnh Hamgyong Bắc tại Cộng hòa Dân chủ Nhân dân Triều Tiên. Huyện có tên cũ là Hwasong. Myonggan giáp với biển Nhật Bản ở phía đông. Địa hình huyện nói chung gồ ghề, chỉ có duy nhất một đồng bằng nhỏ dọc theo suối Hwasongchon. Điểm cao nhất của huyện là Kiunbong. Huyện không có cảng biển.
Các suối chính trên địa bàn là Ŏrangch'ŏn (Chosŏn'gŭl: 어랑천, Hancha: 漁郎川) và Myŏngganch'ŏn (Chosŏn'gŭl: 명간천, Hancha: 明澗川). Trên 80% diện tích của huyện là đất rừng. Myonggan được biết đến với trái lê, ngoài ra huyện cũng có ngành chăn nuôi hiện diện rộng rãi. Có các mỏ than trên địa bàn Myonggan. Trại tập trung Hwasong nằm ở phía tây của huyện.
Năm 2008, dân số toàn huyện Myonggan là 99.557 người (46.730 nam và 52.827 nữ), trong đó, dân cư đô thị là 49.968 người (50,2%) còn dân cư nông thôn là 49.589 người (49,8%).